# Phytoseius salicis
Phytoseius salicis är en spindeldjursart som beskrevs av Wainstein och Arutunjan 1970. Phytoseius salicis ingår i släktet Phytoseius och familjen Phytoseiidae. Inga underarter finns listade i Catalogue of Life.